# Domenico Comparetti
Domenico Comparetti (Roma, 7 luglio 1835 – Firenze, 20 gennaio 1927) è stato un filologo classico, papirologo, epigrafista, traduttore italiano, nonché Senatore del Regno d'Italia nella XVII legislatura.

## Biografia
Nacque a Roma, nel rione Trastevere, da Barbara de Andrei e Agostino Comparetti, una famiglia del medio ceto cittadino, impegnato nell'amministrazione della cosa pubblica e nelle libere professioni. Le doti non comuni e la naturale propensione per gli studi, manifestate fin dall'infanzia, gli valsero l'apprezzamento del principe Michelangelo Caetani, che volle personalmente seguire e consigliare il giovane Comparetti nel suo percorso di studi. Nel 1855 conseguì la laurea in Scienze naturali e matematica presso l'Università La Sapienza di Roma e per breve tempo lavorò nella farmacia dello zio.
Nel frattempo si dedicò da autodidatta agli studi umanistici, tra l'altro imparando il greco. Nel 1858 pubblicò sulla prestigiosa rivista Rheinisches Museum le Observationes in Hyperidis orationem funebrem con la traduzione dei frammenti di Iperide scoperti da poco. Il Caetani gli fece ottenere nel 1859 la cattedra di Lingua e letteratura greca all'Università di Pisa. Seguirono in quell'anno gli Scritti di critica filologica, l'edizione dell'orazione di Iperide In favore di Euxenippo, nel 1861, e le osservazioni Sulle iscrizioni relative al Metroon Pirense nel 1862.
A Pisa, nel 1863, conobbe Leone Raffalovich, un uomo di affari ebreo di Odessa. Dopo un brevissimo fidanzamento, il 13 agosto ne sposò la figlia Elena Raffalovich e nel 1865 nasceva Laura. La loro natura molto diversa - lui posato e dedito unicamente ai suoi studi filologici, lei vivace e interessata ai problemi sociali, pedagogici e all'emancipazione della donna - fece sì che i due coniugi si separassero: nel 1872 Elena lasciava la famiglia per stabilirsi a Venezia, occupandosi della costituzione di giardini d'infanzia froebeliani e di scuole di formazione per maestre giardiniere.
Intanto nel 1864 Comparetti aveva pubblicato l'orazione di Iperide Per i morti nella guerra Lamiaca e, con la collaborazione di Alessandro D'Ancona, lo studio Intorno al libro dei sette savi di Roma, nel 1865, e i Saggi dei dialetti greci dell'Italia meridionale, nonché il Virgilio nella tradizione letteraria fino a Dante nel 1866, gli studi su Virgilio mago e innamorato e l'Edipo, nel 1867, e le Ricerche intorno al libro di Sindibad, nel 1869.
Nel 1872 fu trasferito all'Istituto di Studi Superiori di Firenze e pubblicò a Livorno Virgilio nel Medioevo, in due volumi, quadro accurato delle vicende della cultura occidentale da Augusto a Dante Alighieri. Si occupò dello studio dei papiri di Ercolano, raccolti dal 1855 nella Collectio prior Herculanensium voluminum quae supersunt insieme con la successiva Collectio Altera dei disegni dei papiri. Si trattava dei papiri di Filodemo di Gadara scoperti negli scavi eseguiti nella metà del Settecento in una villa romana - e perciò da allora chiamata Villa dei Papiri - il cui proprietario fu identificato dal Comparetti in Lucio Calpurnio Pisone Cesonino, amico di Filodemo e suocero di Gaio Giulio Cesare.
Risultato delle sue ricerche fu il volume La villa ercolanese dei Pisoni, i suoi monumenti e la sua biblioteca. Ricerche e notizie, pubblicato nel 1883, che comprende una relazione sui papiri di Ercolano, catalogati e riprodotti in fotostampa, e un saggio sulla morale epicurea. Sul tema dei papiri di Ercolano il Comparetti tornerà molti anni dopo con La bibliothèque de Philodème, pubblicata a Parigi nel 1910. Nel frattempo, il 9 maggio 1875, era entrato a far parte dell'Accademia Nazionale dei Lincei, e fu socio dell'Accademia napoletana di archeologia, lettere e belle arti dal 1889.
Comparetti sollecitò il governo a finanziare ricerche archeologiche a Creta, affidate all'allievo Federico Halbherr che nel 1884 scoprì l'importante iscrizione di Gortyna e, successivamente, condusse scavi a Festo, ad Haghia Triada e a Priniàs. Risultati di quelle ricerche furono pubblicate nella rivista Museo italiano di antichità classica, fondata da Comparetti, il quale pubblicò poi nel 1893 la memoria Le leggi di Gortyna e le altre iscrizioni arcaiche cretesi. Intanto apprendeva il finnico e in quell'anno fece il primo dei suoi quattro viaggi in Finlandia, dedicati allo studio del Kalevala: nel 1891 pubblicava così Il Kalevala e la poesia tradizionale dei Finni.
Nel 1887 preferì lasciare l'incarico per dedicarsi esclusivamente alle proprie ricerche: gli subentrò nella cattedra l'allievo Girolamo Vitelli.
Fu nominato senatore il 20 novembre 1891. L'unica figlia Laura sposò Luigi Adriano Milani; e Domenico Comparetti, desiderando che il proprio cognome si trasmettesse ai discendenti maschi della figlia, ottenne per concessione regia l'aggiunta del proprio cognome a quelli dei nipoti Milani. Suo pronipote fu don Lorenzo Milani.

## Opere

### Saggi
- L'Euxenippea d'Iperide, Pisa, Nistri, 1861
- Notizie ed osservazioni in proposito degli studi critici del prof. Ascoli, Pisa, Nistri, 1863
- Saggi dei dialetti greci dell'Italia meridionale, Pisa, Nistri, 1866
- Virgilio nella tradizione letteraria fino a Dante, studio storico-letterario, in «Nuova Antologia», 31 gennaio 1866
- Edipo e la mitologia comparata, saggio critico, Pisa, Nistri, 1867
- Ricerche intorno al libro di Sindibad, Milano, Giuseppe Bernardoni, 1869 (estr. da Memorie del R. Istituto Lombardo di Scienze e Lettere, ser. III, vol. 2)
  - ed. inglese riveduta ed ampliata: Researches respecting the Book of Sindibâd, transl. H. C. Coote, London, The Folk-Lore Society, 1882 (Publications of the Folk-Lore Society, 9)
- Virgilio nel Medio Evo, 2 voll., Livorno, Vigo, 1872
- Novelline popolari italiane. Torino, 1875
- La Commissione Omerica di Pisistrato e il Ciclo epico, Torino, Ermanno Loescher, 1881
- Il Kalevala o la poesia tradizionale dei Finni, studio storico critico sulle origini delle grandi epopoee nazionali, Roma, Reale Accademia dei Lincei, 1891; nuova edizione: Milano, Guerini, 1989 ISBN 88-7802-072-9
- La Guerra Gotica di Procopio di Cesarea, testo greco emendato sui manoscritti con traduzione italiana a cura di Domenico Comparetti, 3 voll., Roma, Forzani e C., 1895-1898; ristampa anastatica: Torino, Bottega d'Erasmo, 1968-1970
- Virgilio nel Medio Evo, 2 volumi, Firenze, Seeber, 1896
- Le imagini di Virgilio, il musaico di Hadrumentum e i primi sette versi dell'Eneide, Firenze, Enrico Ariani, 1914

### Lettere e carteggi
- Carteggio Comparetti-Amari, introduzione e note di Santo Toscano, in Siculorum Gymnasium, n. 2 luglio-dicembre, 32 (1979), pp. 413–543;
- Domenico Comparetti - Giuseppe Pitrè, epistolario, Dalle carte Comparetti della facolta di lettere e filosofia dell'Università di Firenze, a cura di Maria Grazia Macconi e Rosario Pintaudi, Firenze, Leo S. Olschki, 1990;
- Catalogo generale del fondo Domenico Comparetti, carteggio e manoscritti, a cura di Maria Grazia Macconi e Antonella Squilloni, segue: Domenico Comparetti e Girolamo Vitelli storia di un'amicizia e di un dissidio, a cura di Rosario Pintaudi, Messina, Dipartimento di filologia e linguistica, Università degli studi, 2002, (collezione: Carteggi di filologi, 1), le carte sono conservate presso la Biblioteca Umanistica dell'Università di Firenze.
- Due protagonisti e un comprimario dell'antichistica italiana del secolo XIX, i carteggi Comparetti - Fiorelli - Barnabei, a cura di Salvatore Cerasuolo, Messina, Dipartimento di filologia e linguistica, Università degli studi, 2003, (collezione: Carteggi di filologi, 4);
- Lettere dall'Officina, Comparetti, Martini, Sogliano, a cura di Maria Luisa Chirico, Messina, Dipartimento di filologia e linguistica, Università degli studi, 2003, (collezione: Carteggi di filologi, 2);
- Tra papirologia e archeologia ercolanesi, i carteggi Comparetti-De Petra, a cura di Salvatore Cerasuolo; Segue: Lettere dall'Accademia: Giulio Minervini a Domenico Comparetti, a cura di Teresa Cirillo, Messina, Dipartimento di filologia e linguistica, Università degli studi, 2005, (collezione: Carteggi di filologi, 5);
- Alessandro Capone, A ottanta anni dalla morte di Domenico Comparetti: quattro lettere inedite, in "Rivista di filologia e di istruzione classica", 135/1, 2007, p. 108-122.

## Archivio e biblioteca personali
La Biblioteca Umanistica dell'Università degli studi di Firenze conserva l'archivio e la biblioteca personali di Domenico Comparetti, donati all'Ateneo per volontà testamentaria subito dopo la sua morte. Il Fondo archivistico comprende il Carteggio (con estremi cronologici dal 1854 al 1922 e oltre 900 mittenti identificati) e un fondo denominato Manoscritti, articolato nelle sezioni di Archeologia, Filologia Classica, Filologia Moderna e Varie per complessive 15.988 carte circa, conservate in 20 scatole. Il Fondo librario comprende circa 11.000 volumi, antichi (fra cui 235 cinquecentine) e moderni, 3.300 opuscoli, materiale manoscritto oltre a oggetti di interesse archeologico appartenuti a Comparetti. La raccolta libraria è specializzata soprattutto negli ambiti disciplinari di archeologia, papirologia, letteratura, folclore, filologia classica e romanza.